# Powierzchnia homogeniczna
Powierzchnia homogeniczna to z punktu widzenia adsorpcji powierzchnia energetycznie jednorodna. Niewielkie okresowe wahania potencjału wynikające z chemicznej struktury materiału adsorbentu nie mają znaczącego wpływu na obserwowane energie adsorpcji jeśli cząsteczki adsorbatu mają wymiary porównywalne z okresem zmian potencjału (określającym rozmiar tzw. centrum lub miejsca adsorpcyjnego), a także gdy rozmiary cząsteczek są dużo większe niż rozmiar miejsca adsorpcyjnego.
Zob. powierzchnia heterogeniczna